# Ostřice zaječí
Ostřice zaječí (Carex ovalis, syn.: Carex leporina, Vignea ovalis) je druh jednoděložné rostliny z čeledi šáchorovité (Cyperaceae). Někdy je udávána také pod jménem tuřice zaječí.

## Popis
Jedná se o rostlinu dosahující výšky nejčastěji 5–70 cm. Je vytrvalá, trsnatá s krátkými oddenky. Listy jsou střídavé, přisedlé, s listovými pochvami. Lodyha je trojhranná, nahoře drsná, delší než listy, na bázi s podlouženými internodii, proto je listnatá. Čepele jsou asi 1,5–3 mm široké, žlábkovité a tuhé. Pochvy bazálních listů jsou hnědé a vláknitě rozpadavé. Ostřice zaječí patří mezi stejnoklasé ostřice, všechny klásky vypadají víceméně stejně a většinou obsahují samčí i samičí květy. Dolní květy v klásku jsou samčí, horní samičí. Klásky jsou uspořádány do cca 2–4 cm dlouhého lichoklasu (klasu klásků), který je dosti hustý a obsahuje nejčastěji 3–7 klásků. Okvětí chybí. V samčích květech jsou zpravidla 3 tyčinky. Čnělky jsou většinou 2. Plodem je mošnička, která je vejčitá, cca 3,5–5 mm dlouhá, bez výrazných žilek, na vrcholu zúžená do křídlatého dvouklaného zobánku. Každá mošnička je podepřená plevou, která je bledě až rezavě hnědá se zelným kýlem, na okraji úzce blanitě lemovaná. Kvete nejčastěji v květnu až v srpnu. Počet chromozómů: 2n=64, 66 nebo 68.

## Rozšíření
Ostřice zaječí roste v Evropě, pouze na úplném jihu a úplném severu jen málo. Dále roste na Kavkaze a na jižní Sibiři. Byla zavlečena do Severní Ameriky a na Nový Zéland. Mapka rozšíření viz zde: .

## Rozšíření v Česku
V ČR se vyskytuje hojně od nížin do hor, jen v suchých a teplých krajích může být místy vzácná. Nejčastěji roste na různých mokřinách u lesních cest a na vlhkých pasekách, ale najdeme v lesích, na vlhkých loukách a na rašeliništích.